# ريفر فوينكس
ريفر فوينكس (بالإنجليزية: River Phoenix) (23 أغسطس 1970 في تشيناي - 31 أكتوبر 1993)، هو ممثل أمريكي بدأ مسيرته الفنية عام 1982. بعمر 12 عاماً.ريفر فينيكس أخ النجم خواكين فينيكس، ظهر في 24 عمل سينمائي وتلفزيوني مختلف، وبدأ مسيرته الفنية في التمثيل في العاشرة من عمره في الإعلانات التلفزيونية.
لعب دور البطولة في فيلم الخيال العلمي والمغامرة Explorers سنة 1985، وكان أول دور بارز له في فيلم Stand By Me سنة 1986 المقتبس من رواية The Body للكاتب المتميز ستيفن كينغ.
إنتقل فينيكس للعب أدوار كبيرة وناضجة كفيلم الجريمة والدراما الركض وراء سراب [الإنجليزية] حيث لعب دور أبن لوالدين هاربين بشكل رائع مما أكسبه الترشح للأوسكار لأفضل ممثل مساعد في الثامنة عشر من عمره سنة 1989.
وجسد دور شاب مثلي الجنس يبحث عن أمه المنفصلة عنه في فيلم My Own Private Idaho وبفضل أداءه في الفيلم حصل على ثناء كبير من النقاد وبالتالي حصد جائزة كأس فولبي لأفضل ممثل في مهرجان البندقية السينمائي.

## أعماله

### أفلام
| السنة | الإسم                                | الدور              | ملاحظات |
| ----- | ------------------------------------ | ------------------ | --- |
| 1985  | Explorers                            | فولفيانغ مولر      | جائزة الفنان الصغير |
| 1986  | قف بجانبي                            | كريس تشامبيرز      | جائزة الفنان الصغير shared with ويل ويتون، كوري فيلدمان and جيري أوكونيل                                                                        |
| 1986  | ساحل البعوض                          | تشارلي فوكس        | جائزة الفنان الصغير |
| 1988  | A Night in the Life of Jimmy Reardon | جيمي ريردون        | Alternative title: Aren't You Even Gonna Kiss Me Goodbye?                                                                                       |
| 1988  | Little Nikita                        | جيف غرانت          | |
| 1988  | الركض وراء سراب [الإنجليزية]         | داني بوب           | جائزة المجلس الوطني للمراجعة لأفضل ممثل معاون ‏ Nominated – جائزة الأوسكار لأفضل ممثل مساعد Nominated – جائزة غولدن غلوب لأفضل ممثل مساعد - فيلم |
| 1989  | إنديانا جونز                         | إنديانا جونز الشاب | |
| 1990  | أنا أحبك حتى الموت                   | ديفو نود           | |
| 1991  | Dogfight                             | إيدي بيردليس       | |
| 1991  | بلدي الخاصة أيداهو                   | مايك ووترز         | |
| 1992  | أحذية رياضية                         | كارل أربوغاست      | |
| 1993  | Silent Tongue                        | تالبوت روي         | |
| 1993  | The Thing Called Love                | جيمس رايت          | |
| 2012  | Dark Blood                           | الولد              | آخر فيلم - تم تصويره في 1993 |

### التلفزيون
| السنة     | الإسم                              | الدور                        | ملاحظات                                                                                                |
| --------- | ---------------------------------- | ---------------------------- | --- |
| 1982–1983 | Seven Brides for Seven Brothers    | Guthrie McFadden             | 21 episodes جائزة الفنان الصغير 1984 Nominated – جائزة الفنان الصغير 1982                              |
| 1984      | Celebrity                          | Jeffie (Age 11)              | مسلسل                                                                                                  |
| 1984      | ABC Afterschool Special            | Brian Ellsworth              | Episode: "Backwards: The Riddle of Dyslexia" Nominated – جائزة الفنان الصغير shared with خواكين فينيكس |
| 1984      | It's Your Move                     | براين                        | Episode: "Pilot"                                                                                       |
| 1984      | Hotel                              | كيفن                         | Episode: "Transitions"                                                                                 |
| 1985      | Robert Kennedy & His Times         | روبرت كينيدي جونيور (Part 3) | مسلسل                                                                                                  |
| 1985      | روابط عائلية (مسلسل)               | إيغين فروبس                  | Episode: "My Tutor ‏"                                                                                   |
| 1985      | Surviving: A Family in Crisis      | فيليب بروغان                 | فيلم تلفزيوني جائزة الفنان الصغير                                                                      |
| 1986      | Circle of Violence: A Family Drama | كريس بينفيلد                 | فيلم تلفزيوني                                                                                          |

### فيديو أغاني
| السنة | الإسم          | الفنان     | الدور           |
| ----- | -------------- | ---------- | --------------- |
| 1986  | "Stand By Me" ‏ | بن إي كينغ | شخصيته الحقيقية |

## وفاته
لقى حتفه نتيجة جرعة زائدة من الكوكايين والهيروين عندما كان في أحد الحفلات بمدينة لوس انجلوس في عمرالـ 23.

## وصلات خارجية
- ريفر فوينكس على موقع IMDb (الإنجليزية)
- ريفر فوينكس على موقع روتن توميتوز (الإنجليزية)
- ريفر فوينكس على موقع مونزينجر (الألمانية)
- ريفر فوينكس على موقع ألو سيني (الفرنسية)
- ريفر فوينكس على موقع ميوزك برينز (الإنجليزية)
- ريفر فوينكس على موقع تيرنر كلاسيك موفيز (الإنجليزية)
- ريفر فوينكس على موقع أول موفي (الإنجليزية)
- ريفر فوينكس على موقع قاعدة بيانات الأفلام السويدية (السويدية)
- ريفر فوينكس على موقع إن إن دي بي (الإنجليزية)
- ريفر فوينكس على موقع ديسكوغز (الإنجليزية)